# Trypanaeus montivagus
Trypanaeus montivagus är en skalbaggsart som beskrevs av Lewis 1888. Trypanaeus montivagus ingår i släktet Trypanaeus och familjen stumpbaggar. Inga underarter finns listade i Catalogue of Life.